# П'єтраніко
П'єтраніко (італ. Pietranico) — муніципалітет в Італії, у регіоні Абруццо, провінція Пескара.
П'єтраніко розташовані на відстані близько 130 км на схід від Рима, 45 км на схід від Л'Аквіли, 32 км на південний захід від Пескари.
Населення — 500 осіб (2014).

## Демографія
Населення за роками:

Станом на 1 січня 2023 року в муніципалітеті офіційно проживало 17 іноземців з 6 країн, серед них 6 громадян країн Євросоюзу.

## Сусідні муніципалітети
- Аланно
- Бриттолі
- Кастільйоне-а-Казаурія
- Чивітакуана
- Корвара
- Куньолі
- Пескозансонеско
- Торре-де'-Пассері

## Галерея зображень

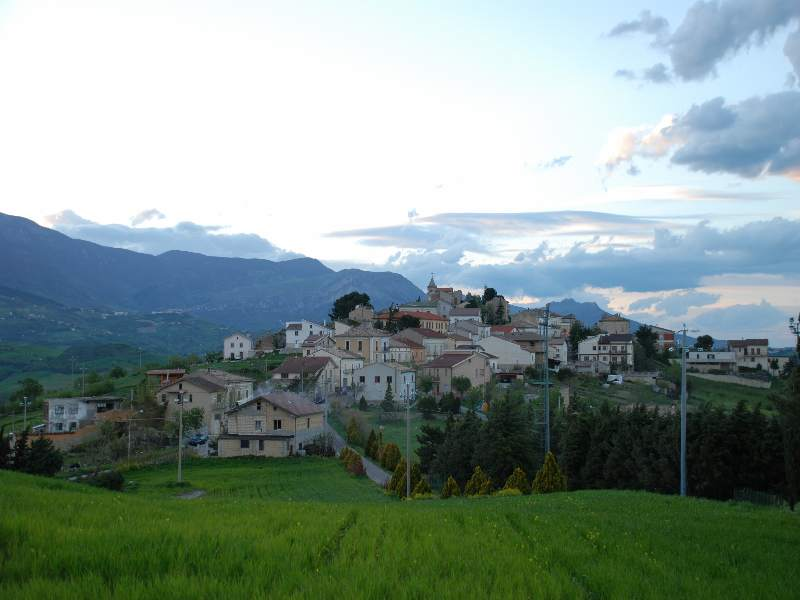
Панорама
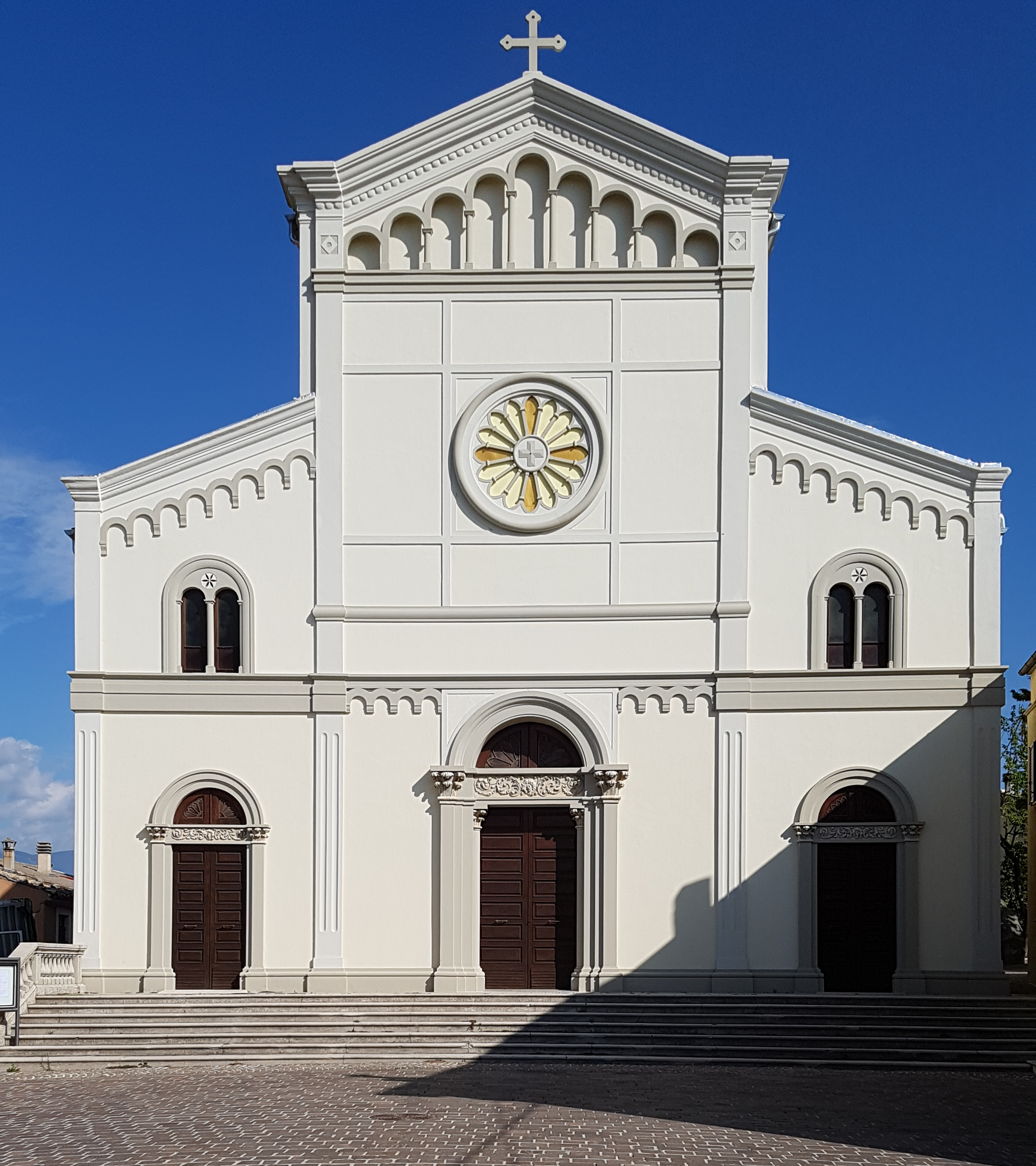
Парафіяльна церква Сан-Мікеле і Санта-Джуста
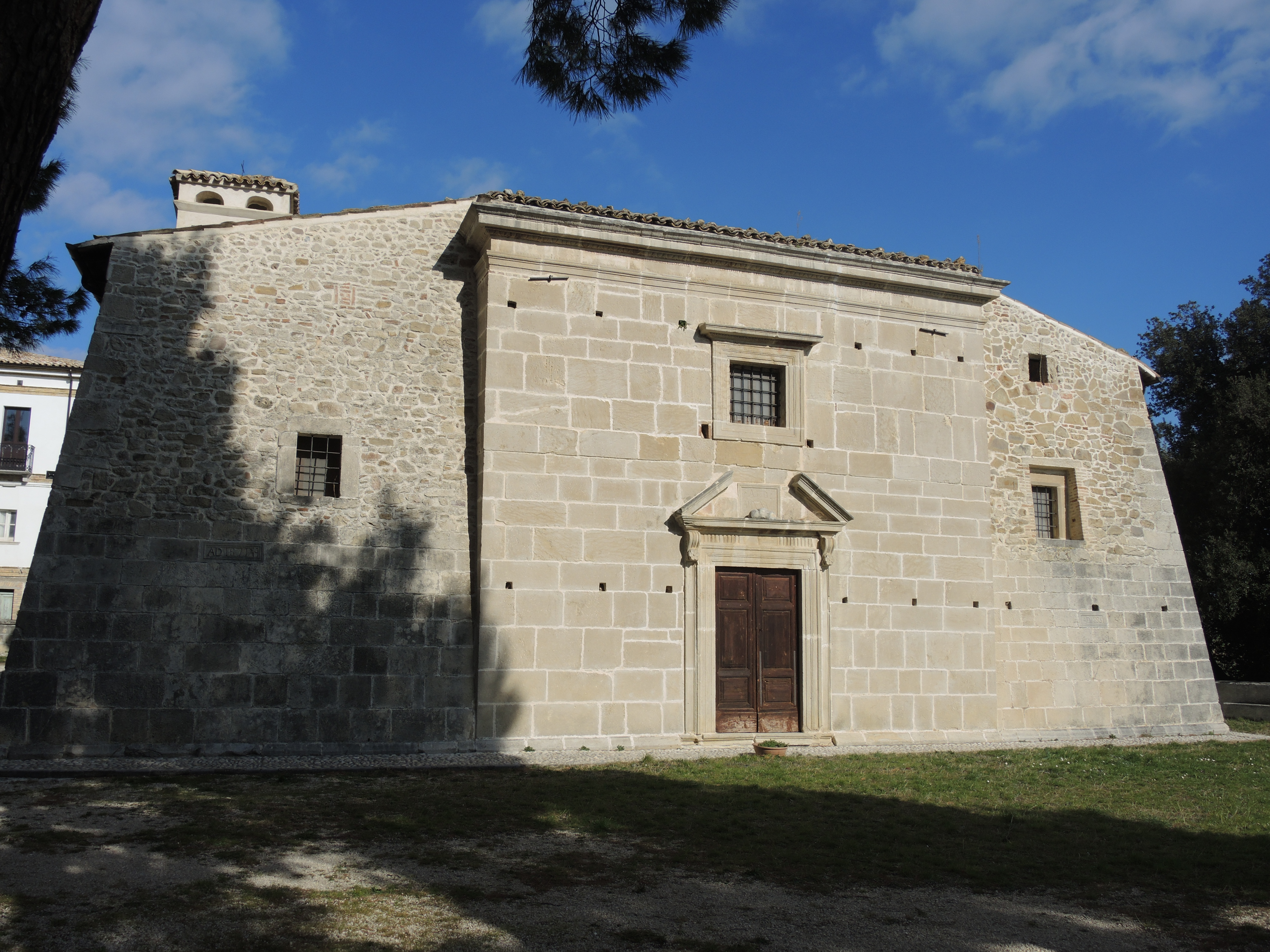
Ораторіум